# キャサリン・バー
キャサリン・バー（英語: Kathleen Barr、1967年 - ）は、カナダの女性声優。時折、Kathleen Baarと表示されていることもある。

## 受賞・ノミネート
- 2000年度：アニー賞声優賞テレビアニメ部門候補『ドラゴン・テイルズ』（ウィーゼ役）

## 出演作品

### テレビアニメ
- エド エッド エディ（ケビン、マリー・カンカー）
- 超生命体トランスフォーマー ビーストウォーズリターンズ（ボタニカ）
- ドラゴン・テイルズ（ウィーゼ）
- プッカ（ソッソ）
- マイリトルポニー〜トモダチは魔法〜（トリクシー、フープス、クリサリス女王）
- ロックマン USA（ロール）
- ムーチャ・ルーチャ!（フリーの母、プリマドンナ・ホッジェス、ラ・ピニャータ、ブエナ・ガールの母）
- リブート（トッド）

### 劇場版アニメ
- 銀河鉄道999（メーテル）

### OVA
- ロックマン 星に願いを（ママ）

### ゲーム
- 戦国BASARA